# Vržanov
Vržanov (německy Werschenhof) je vesnice, část městyse Kamenice v okrese Jihlava. Nachází se asi 3 km na jihozápad od Kamenice. V roce 2009 zde bylo evidováno 57 adres. V roce 2001 zde trvale žilo 63 obyvatel.
Vržanov je také název katastrálního území o rozloze 2,08 km2.

## Název
V prvních zápisech (1556, 1557) je zaznamenána podoba Vrzanov. Ta vznikla odvozením od osobního jména Vrzan (založeného na slovese vrzati - "skřípat, vrzat") a znamenala "Vrzanův majetek". Od 1592 je v zápisech Vržanov. Změna z > ž není jasná. Podoba jména v písemných pramenech: Wrzanau (1556), z Wržanowa (1592), Zwržanow (1666), Wržanow (1678), Wrzanow (1718, 1720), Wržanow (1751, 1846), Wrzanu a Vržanov (1872), Vržanov (1881, 1924).

## Historie
První písemná zmínka o obci pochází z roku 1556. Od roku 1869 přísluší ke Kamenici.

## Přírodní poměry
Vržanov leží v okrese Jihlava v Kraji Vysočina. Nachází se 4 km jihozápadně od Kamenice a 6 km jihovýchodně od Luk nad Jihlavou a 3 km jihovýchodně od Bítovčic. Geomorfologicky je oblast součástí Česko-moravské subprovincie, konkrétně Křižanovské vrchoviny a jejího podcelku Brtnická vrchovina, v jejíž rámci spadá pod geomorfologický okrsek Řehořovská pahorkatina. Průměrná nadmořská výška činí 510 metrů. Severní částí sídla protéká bezejmenný potok, který se poté vlévá do Kameničky.
Na území Vržanova leží dvě přírodní památky Pahorek u Vržanova a Prosenka. Na návsi rostou čtyři památné lípy srdčité, jejichž stáří bylo roku 2009 odhadováno na 120 let.

## Obyvatelstvo
Podle sčítání 1930 zde žilo v 27 domech 152 obyvatel. 152 obyvatel se hlásilo k československé národnosti. Žilo zde 151 římských katolíků a 1 evangelík.
| Rok            | 1869 | 1880 | 1890 | 1900 | 1910 | 1921 | 1930 | 1950 | 1961 | 1970 | 1980 | 1991 | 2001 | 2011 |
| -------------- | ---- | ---- | ---- | ---- | ---- | ---- | ---- | ---- | ---- | ---- | ---- | ---- | ---- | ---- |
| Počet obyvatel | 156  | 119  | 125  | 135  | 115  | 137  | 152  | 129  | 131  | 123  | 105  | 80   | 63   | 62   |

## Hospodářství a doprava
Obcí prochází silnice III. třídy č. 3517. Dopravní obslužnost zajišťuje dopravce ICOM transport. Autobusy jezdí ve směrech Jihlava, Luka nad Jihlavou, Brno, Kamenice, Kamenička, Měřín, Puklice, Řehořov a Velké Meziříčí. Obcí prochází zeleně značená turistická trasa z Přímělkova do Kamenice.

## Školství, kultura a sport
Místní děti dojíždějí do základní školy v Kamenici.